# 吸入器
吸入器（inhaler）是协助气溶胶制剂经呼吸道（口腔或鼻腔）给药时所需要的专用器具或装置。吸入剂（inhalant）即上述气溶胶制剂，主要用来治疗哮喘和慢性阻塞性肺病。比如，用于治疗流感的扎那米韦就必须通过吸入器来给药。为了减少药品在口腔、咽喉的停留，并让吸入和装置的运转能够同步进行，医生有时会使用定量吸入器并配上储雾罐。

## 种类

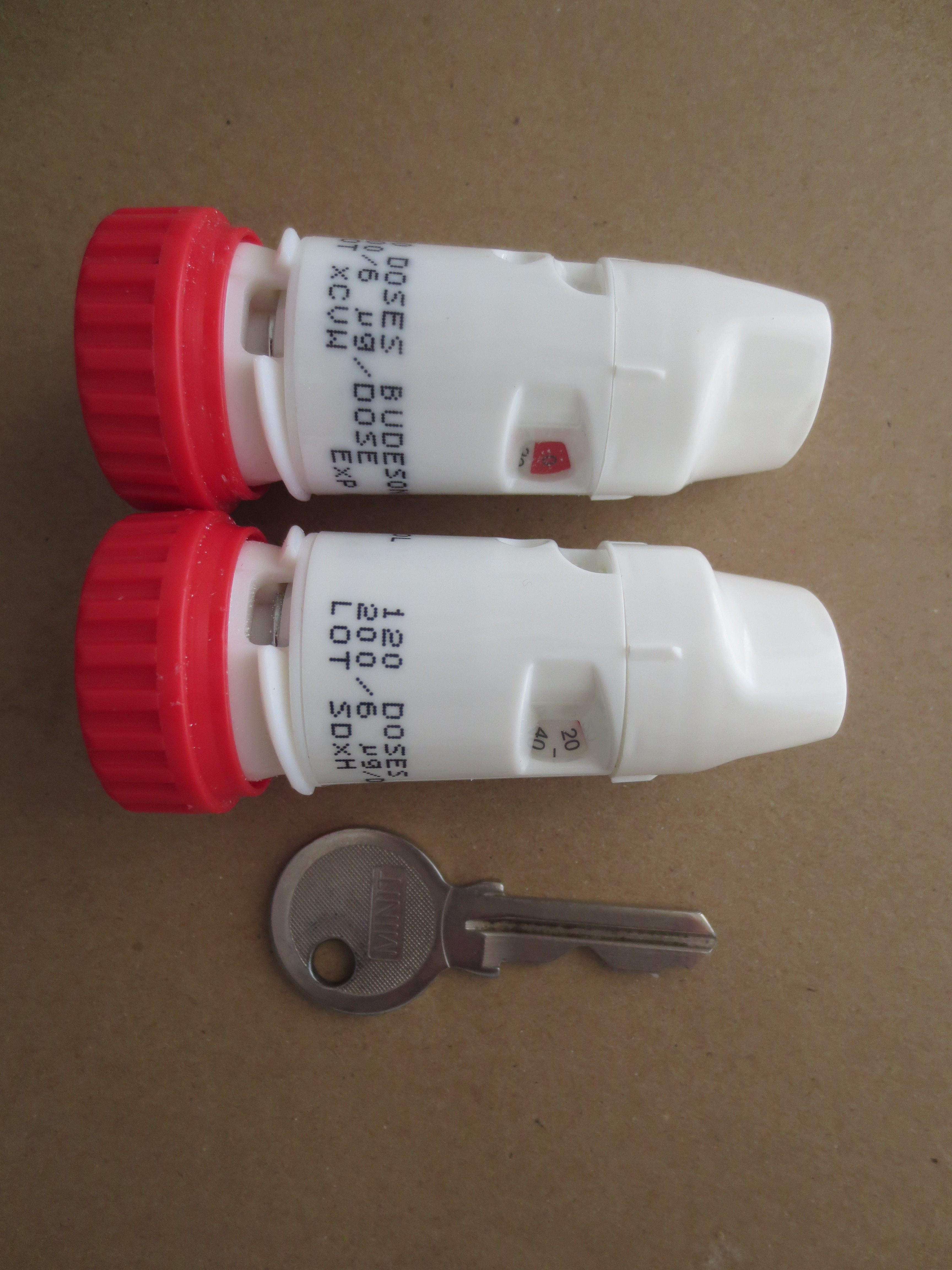
Turbohaler式干粉吸入器。

- 定量吸入器（英语：Metered-dose inhaler）
- 干粉吸入器（英语：Dry-powder inhaler）
- 雾化吸入器
- 鼻喷器